# Championnat du Salvador de football 1984
Navigation
Saison précédente Saison suivante
La Primera División 1984 est la trente-quatrième édition de la première division salvadorienne.
Lors de ce tournoi, le CD Águila a tenté de conserver son titre de champion du Salvador face aux neuf meilleurs clubs salvadoriens.
Chacun des dix clubs participant était confronté trois fois aux neuf autres équipes. Puis les quatre meilleurs se sont affrontés lors d'une phase finale à la fin de la saison. Le vainqueur de ces deux phases étant identique, il n'y a pas eu de finale pour attribuer le titre de champion.
Seulement deux places étaient qualificatives pour la Coupe des champions de la CONCACAF.

## Les 10 clubs participants
| \| San Salvador: Alianza FC CD Atlético Marte U. Centroamericana CD Águila San Salvador CD Chalatenango Club Deportivo FAS CD Independiente CD Luis Ángel Firpo San Salvador Once Lobos San Salvador Universidad Barrios \| Localisation des clubs engagés dans le championnat. |
| San Salvador: Alianza FC CD Atlético Marte U. Centroamericana CD Águila San Salvador CD Chalatenango Club Deportivo FAS CD Independiente CD Luis Ángel Firpo San Salvador Once Lobos San Salvador Universidad Barrios                                                           |

| Club                           | Stade                        | Capacité          | Ville          |
| CD Águila                      | Stade Juan Francisco Barraza | 10 000            | San Miguel     |
| Alianza FC                     | Stade Cuscatlán              | 45 925            | San Salvador   |
| CD Chalatenango                | Stade José Gregorio Martínez | 15 000            | Chalatenango   |
| Club Deportivo FAS             | Stade Oscar Quiteño          | 15 000            | Santa Ana      |
| CD Independiente               | Stade inconnu                | Capicité inconnue | San Vicente    |
| CD Luis Ángel Firpo            | Stade Sergio Torres          | 5 000             | Usulután       |
| CD Atlético Marte              | Stade Cuscatlán              | 45 925            | San Salvador   |
| Once Lobos                     | Stade Cesar Hernández        | 15 000            | Chalchuapa     |
| CD Universidad Centroamericana | Stade inconnu                | Capacité inconnue | San Salvador   |
| Universidad Gerardo Barrios    | Complejo Deportivo España    | Capacité inconnue | Ciudad Barrios |

## Compétition
La compétition se déroule en trois phases :
- La phase de qualification : les vingt-sept journées de championnat.
- La phase finale : six journées de championnat entre les quatre meilleures équipes.
- La finale : une confrontation aller-retour entre les deux vainqueurs des phases précédentes.

### Phase de qualification
Lors de la phase de qualification les dix équipes affrontent à trois reprises les neuf autres équipes selon un calendrier tiré aléatoirement.
Les quatre meilleures équipes sont qualifiées pour la phase finale et le meilleur est qualifié directement pour la finale.
Le classement est établi sur l'ancien barème de points (victoire à 2 points, match nul à 1, défaite à 0).
Le départage final se fait selon les critères suivants :
- Le nombre de points.
- Un match d'appui pour départager les équipes.

#### Classement
| Rang | Équipe                             | Pts | J  | G  | N  | P  | Bp | Bc | Diff |
| ---- | ---------------------------------- | --- | -- | -- | -- | -- | -- | -- | ---- |
| 1    | Club Deportivo FAS                 | 35  | 27 | 13 | 9  | 5  | 32 | 19 | +13  |
| 2    | Once Lobos                         | 31  | 27 | 12 | 7  | 8  | 26 | 19 | +7   |
| 3    | CD Luis Ángel Firpo                | 31  | 27 | 11 | 9  | 7  | 23 | 16 | +7   |
| 4    | CD Águila (T)                      | 30  | 27 | 12 | 6  | 9  | 34 | 28 | +6   |
| 5    | CD Atlético Marte                  | 30  | 27 | 11 | 8  | 8  | 39 | 28 | +11  |
| 6    | CD Chalatenango                    | 29  | 27 | 11 | 7  | 9  | 32 | 28 | +4   |
| 7    | Alianza FC                         | 28  | 27 | 9  | 10 | 8  | 27 | 25 | +2   |
| 8    | Universidad Gerardo Barrios        | 21  | 27 | 8  | 5  | 14 | 19 | 34 | -15  |
| 9    | CD Universidad Centroamericana (P) | 20  | 27 | 6  | 8  | 13 | 26 | 38 | -12  |
| 10   | CD Independiente                   | 15  | 27 | 4  | 7  | 16 | 16 | 39 | -23  |

| Légende : Qualifications et relégations | Légende : Qualifications et relégations                                               |
| --------------------------------------- | ------------------------------------------------------------------------------------- |
|                                         | Qualifié pour la phase finale                                                         |
|                                         | Relégué en Segunda División                                                           |
|                                         | En gras : Qualifié pour la finale (T) : Tenant du titre (P) : Promu de la saison 1983 |

### La phase finale
Lors de la phase finale les quatre équipes affrontent à deux reprises les trois autres équipes selon un calendrier tiré aléatoirement.
Le classement est établi sur l'ancien barème de points (victoire à 2 points, match nul à 1, défaite à 0).
Le départage final se fait selon les critères suivants :
- Le nombre de points.
- Un match d'appui pour départager les équipes.

#### Classement
| Rang | Équipe              | Pts | J | G | N | P | Bp | Bc | Diff |
| ---- | ------------------- | --- | - | - | - | - | -- | -- | ---- |
| 1    | Club Deportivo FAS  | 10  | 6 | 4 | 2 | 0 | 13 | 3  | +10  |
| 2    | CD Águila (T)       | 8   | 6 | 4 | 0 | 2 | 10 | 9  | +1   |
| 3    | Once Lobos          | 4   | 6 | 2 | 0 | 4 | 5  | 12 | -7   |
| 4    | CD Luis Ángel Firpo | 2   | 6 | 0 | 2 | 4 | 3  | 7  | -4   |

| Légende : Qualifications et relégations | Légende : Qualifications et relégations                             |
| --------------------------------------- | ------------------------------------------------------------------- |
|                                         | Coupe des champions de la CONCACAF 1985 (1er Tour de qualification) |
|                                         | En gras : Qualifié pour la finale (T) : Tenant du titre             |

### Finale
Le Club Deportivo FAS ayant remporté les deux phases de la compétition, la finale du championnat n'a pas eu lieu.

## Bilan du tournoi
| Tableau d'Honneur     |                    |
| Compétition           | Vainqueur          |
| Primera División 1984 | Club Deportivo FAS |

| Qualifications continentales 1984-1985 |                              |
| Coupe des champions de la CONCACAF     | Qualifiés                    |
| Premier tour de qualification          | Club Deportivo FAS CD Águila |

| Promotions et relégations   |                  |
| Relégué en Segunda División | CD Independiente |
| Promu de Segunda División   | CD Metapán       |